# Erich Karkoschka
Erich Karkoschka (1955) é um pesquisador planetário da Universidade do Arizona. Ele descobriu um satélite de Urano, S/1986 U 10 (mais tarde nomeado Perdita) em fotografias tiradas pela sonda espacial Voyager 2. Ele já filmou uma série de eventos como a aterrissagem da Huygens em Titã, os padrões sazonais em Urano, e um raro eclipse triplo em Júpiter.
Karkoschka já publicou um livro, The Observer's Sky Atlas, que foi traduzido para várias línguas.
O asteroide 30786 Karkoschka (1988 QC), foi nomeado em sua homanagem.